# Breakin' News
| Críticas profissionais | Críticas profissionais |
| Avaliações da crítica  | Avaliações da crítica  |
| Fonte                  | Avaliação              |
| ---------------------- | ---------------------- |
| Allmusic               | link                   |
| RapReviews.com         | (7.5/10) link          |
| Vibe                   | 4 de 5 estrelas.       |

Breakin' News é um álbum de E-40 lançado em 1 de Julho de 2003, pela Sick Wid It e Jive Records. A Soundscan reportou que o álbum vendeu 50.000 cópias em sua primeira semana nas lojas.
A canção "Act A Ass" é apresentada no filme Be Cool de 2005.

## Lista de faixas
1. Breakin' News (feat. Rankin Scroo)
2. Hot
3. I Got Dat Work
4. Quarterbackin' (feat. Clipse)
5. Married To The Ave
6. One Night Stand (feat. DJ Kayslay)
7. I Hope U Get This Kite
8. Act a Ass (feat. Rankin Scroo)
9. Anybody Can Get It (feat. Lil Jon & The Eastside Boyz, Bone Crusher & David Banner)
10. Gasoline (feat. Turf Talk & Doonie)
11. Show & Prove (feat. Goapele)
12. This Goes Out
13. Northern Califoolya (feat. San Quinn, Messy Marv, B-Legit, E-A-Ski, Keek Da Sneak & James "Stomp Down" Bailey)
14. That's A Good Look 4 U
15. If I Was A 5th
16. Wa La (feat. The Mossie & Mo-Mo)
17. Pharmaceutical (Outro)
18. Quarterbackin' (DJ Quick Remix:Bonus track) (feat. Clipse)

## Observeções
- Mo-Mo não está creditado em "Hot" e "If I Was a 5th"
- Doonie & Stressmatic não estão creditados em "One Night Stand"
- Kaveo e Mugzi não estão creditados em "Act a Ass"
- Turf Talk não está creditado em "This Goes Out"

## Samples
I Hope U Get This Kite
- "Imagination" de Earth, Wind & Fire

## Posições nas paradas musicais
Posições nas paradas musicais (Álbum)
| Parada                 | Posição |
| ---------------------- | ------- |
| Top R&B/Hip-Hop Albums | # 4     |
| Billboard 200          | # 16    |